# Теория ложек
Теория ложек представляет собой метафору инвалидности и неологизм, используемый для объяснения низкого количества энергии, доступного для повседневной жизни и продуктивных задач, которые могут возникнуть в результате хронической болезни. «Ложки» — это визуальное представление, используемое в качестве единицы измерения. Оно позволяет количественно определить, сколько у человека энергии на один день. Каждое действие требует определённого количества ложек, которое будет восстановлено только когда человек «перезарядится» через отдых. У людей, у которых заканчиваются ложки, нет другого выбора, кроме как отдыхать, пока ложки не пополнятся.
Эта метафора используется для описания планирования, которое многие люди должны делать, чтобы сохранить и рационализировать свои энергетические резервы для осуществления повседневной жизни. Планирование и нормирование энергоемких задач было описано как серьёзная проблема тех, кто страдает хроническими и усталостными заболеваниями, болезнями или состояниями. Теория объясняет разницу между теми, у кого нет энергетических ограничений и теми, у кого есть. Теория используется для облегчения дискуссий между теми, у кого ограниченные запасы энергии и остальными. Поскольку здоровые люди обычно не заботятся об энергии, затраченной на обычные задачи, такие как приём душа и одевание, теория может помочь им осознать объём энергии, затрачиваемой хронически больными или инвалидами в течение дня.
«Ложки» широко обсуждаются в онлайн-сообществах с аутоиммунными, психическими и другими хроническими заболеваниями как эмическое описание . Английский термин «spoonie» иногда используется для обозначения человека с хроническим заболеванием, которое можно объяснить теорией ложек.

## Происхождение
Термин «ложки» был придуман Кристин Мизерандино в 2003 году в её эссе «Теория ложек». В эссе описывается беседа между Мизерандино и подругой. Дискуссия была инициирована вопросом от подруги, в которой она спросила, каково это иметь волчанку. Затем в эссе описываются действия Мизерандино, которая взяла ложки с соседних столов, чтобы использовать их в качестве наглядной демонстрации. Она протянула подруге двенадцать ложек и попросила описать события типичного дня, взяв ложку за каждое действие. Таким образом, она продемонстрировала, что её ложки или единицы энергии должны быть рационированы, чтобы избежать утомления до конца дня. Мизерандино также утверждала, что можно превысить дневной лимит, но это — заимствование энергии из будущего, которое может привести к тому, что на следующий день не будет достаточно ложек. Мизерандино предположила, что теория ложек может также описывать последствия некоторых психических расстройств.

## Особые соображения
Согласно теории ложек, ложки (единицы энергии) могут быть восстановлены после отдыха или ночного сна. Однако люди с хроническими заболеваниями могут испытывать трудности со сном. Это может привести к особенно медленному восстановлению энергии. Некоторые инвалиды могут утомляться не столь по причине заболевания, сколько из-за усилий, необходимых для того, чтобы проживать не как инвалиды.